# Viangombe
Viangombe é uma comuna angolana. Pertence ao município de Caimbambo, na província de Benguela.